# شبكات بالو ألتو
شركة Palo Alto Networks, Inc ، تعد شركة أمريكية متعددة الجنسيات للأمن السيبراني و يقع مقرها الرئيسي في سانتا كلارا، كاليفورنيا . المنتج الأساسي لها هو منصة تتضمن جدران حماية متقدمة وعروضًا قائمة على السحابة تمتد بتلك الجدران لتغطية جوانب أخرى من الأمان. تخدم الشركة أكثر من 70 ألف منظمة في أكثر من 150 دولة، بما في ذلك 85 من شركات Fortune 100.  وهي تضم فريق  أبحاث التهديدات التابع لوحدة 42  وتستضيف مؤتمر Ignite للأمن السيبراني .  كما إنها منظمة منظمة شريكة للمنتدى الاقتصادي العالمي . 
في يونيو 2018، انضم نيكيش أرورا، التنفيذي السابق في شركتي جوجل وسوفت بنك، إلى الشركة  بصفته رئيسًا لمجلس الإدارة و الرئيس التنفيذي . 

## تاريخ
تأسست شركة Palo Alto Networks في عام 2005 على يد نير زوك،  وهو يعد مهندس سابق في شركتي Check Point و NetScreen Technologies .  وزوك، هو من مواليد إسرائيل، بدأ العمل مع الحواسيب من خلال خدمته العسكرية الإلزامية في قوات الدفاع الإسرائيلية في أوائل التسعينيات  وشَغِلَ منصب رئيس لتطوير البرمجيات في الوحدة 8200 ، وهي فرع من فيلق الاستخبارات الإسرائيلي. 
كان ظهور الشركة الأول في بورصة نيويورك في 20 يوليو 2012، و لقد جمعت 260 مليون دولار من خلال طرحها العام الأولي ،الذي كان رابع أكبر طرح عام أولي في قطاع التكنولوجيا في عام 2012.   وظلت مدرجة في بورصة نيويورك حتى أكتوبر 2021 عندما نقلت الشركة إدراجها إلى بورصة ناسداك .  
في عام 2014، أسست شركة Palo Alto Networks تحالف التهديدات السيبرانية بالتعاون مع Fortinet وMcAfee وNortonLifeLock ، وهي منظمة غير ربحية تهدف إلى تحسين الأمن السيبراني " من أجل المصلحة العامة" من خلال تشجيع مؤسسات الأمن السيبراني على التعاون عبر تبادل معلومات التهديدات السيبرانية بين الأعضاء.   وبحلول عام 2018، كان لدى المنظمة 20 عضوًا من بينهم Cisco وCheck Point وJuniper Networks و Sophos . 
بدأت الشركة في عام 2018، بافتتاح مرافق تدريب الأمن السيبراني حول العالم كجزء من مبادرة النطاق السيبراني العالمي . 
في مايو 2018، أعلنت الشركة عن إطار العمل التطبيقي، وهو نظام بيئي مفتوح يقدم عبر السحابة حيث يمكن للمطورين نشر خدمات أمنية كتطبيقات SaaS يمكن توصيلها للعملاء على الفور. 
أعلنت الشركة في عامها 2019 ،عن سلسلة K2، وهي جدار حماية من الجيل التالي جاهز لشبكة الجيل الخامس و مطوّر لمزودي الخدمة الذين لديهم متطلبات تتعلق بالجيل الخامس وإنترنت الأشياء . [بحاجة لمصدر أفضل]في فبراير 2019، أعلنت الشركة عن Cortex، وهي منصة أمينة مستمرة تعتمد على الذكاء الاصطناعي  

### الاستحواذات
- يناير 2014: مورتا سيكيوريتي [22] [23]
- أبريل 2014: Cyvera مقابل ما يقرب من 200 مليون دولار [24] [25]
- مايو 2015: CirroSecure [26]
- مارس 2017: LightCyber مقابل ما يقرب من 100 مليون دولار [27]
- مارس 2018: شركة أمن السحابة Evident.io مقابل 300 مليون دولار. أدى هذا الاستحواذ إلى إنشاء قسم Prisma Cloud. [28]
- أبريل 2018: سيكدو [29]
- أكتوبر 2018: RedLock مقابل 173 مليون دولار [30]
- فبراير 2019: ديميستو مقابل 560 مليون دولار [31]
- مايو 2019: تويستلوك مقابل 410 مليون دولار [32]
- يونيو 2019: PureSec مقابل 47 مليون دولار [33] [34]
- سبتمبر 2019: Zingbox مقابل 75 مليون دولار [35]
- نوفمبر 2019: شركة Aporeto، Inc. مقابل 150 مليون دولار [36]
- أبريل 2020: شركة CloudGenix، Inc. مقابل 420 مليون دولار [37]
- أغسطس 2020: مجموعة Crypsis مقابل 265 مليون دولار [38]
- ديسمبر 2020: التوسع بقيمة 1.25 مليار دولار (أُعلن في البداية عن 800 مليون دولار في نوفمبر 2020). [39]
- فبراير 2021: Bridgecrew مقابل 156 مليون دولار [40]
- نوفمبر 2022: شركة سيدر سيكيوريتي بقيمة 300 مليون دولار. [41]
- أكتوبر 2023: أعلنت عن نيتها الاستحواذ على شركة Dig Security مقابل 400 مليون دولار [42] [43]
- نوفمبر 2023: Talon Cyber Security مقابل 625 مليون دولار [44]
- ديسمبر 2023: حفر الأمن مقابل 400 مليون دولار [45]

## البحث عن التهديدات
هو فريق استخبارات التهديدات و استشارات الأمنية في Palo Alto Networks. و هم مجموعة من الباحثين في مجال الأمن السيبراني وخبراء الصناعة الذين يستخدمون البيانات التي تجمعها منصة الأمان الخاصة بالشركة لاكتشاف تهديدات سيبرانية جديدة، مثل أشكال جديدة من البرامجيات الخبيثة والجهات الخبيثة التي تعمل في جميع أنحاء العالم.  يدير الفريق مدونة شهيرة حيث ينشرون فيها تقارير فنية تحلل التهديدات و الخصوم النشطين.  تم إدراج العديد من باحثي في الوحدة 42 ضمن قائمة MSRC Top 100، وهو التصنيف السنوي الذي تقوم به شركة Microsoft لأفضل 100 باحث أمني.  في أبريل 2020، اندمجت وحدة الأعمال المكونة من مجموعة Crypsis التي تقدم خدمات الطب الشرعي الرقمي والاستجابة للحوادث وتقييم المخاطر وخدمات الاستشارات الأخرى مع فريق استخبارات التهديدات في الوحدة 42. 
وفقًا لمكتب التحقيقات الفيدرالي ، ساعد الفريق 42 في شركة Palo Alto Networks في حل العديد من قضايا الجرائم السيبرانية ، مثل قضايا Mirai Botnet وClickfraud Botnet،  وقضية LuminosityLink RAT ،   وقدم المساعدة في "عملية واير-واير". 
في عام 2018، اكتشف فريق 42 Unit مجموعة القرصنة المعروفة باسم "غورغون"، التي يُعتقد أنها تعمل من باكستان وتستهدف المنظمات الحكومية في المملكة المتحدة وإسبانيا وروسيا والولايات المتحدة. تم اكتشاف المجموعة وهي ترسل رسائل تصيد موجهة  مرفقة بوثائق Microsoft Word مصابة باستخدام استغلال يُستخدام عادة من قبل المجرمين السيبرانيين وحملات التجسس الإلكتروني . 
في سبتمبر 2018، اكتشف فريق 42 Unit برنامج Xbash، وهو برنامج فدية يقوم أيضًا بالتعدين للعملات المشفرة ، ويُعتقد أنه مرتبط بالتهديدات الصيني "Iron".  يتمتع Xbash بقدرة على الانتشار مثل الدودة و يمحو قواعد البيانات المخزنة على أجهزة الضحايا.  في أكتوبر، حذر فريق Unit 42 من برنامج خبيث جديد للتعدين للعملات المشفرة، XMRig، والذي يأتي مع تحديثات Adobe Flash المصابة. يستخدم البرنامج الخبيث موارد حاسوب الضحية للتعدين على العملة المشفرة Monero . 
في نوفمبر 2018، أعلنت شركة Palo Alto Networks عن اكتشاف "Cannon"، وهو حصان طروادة يُستخدم لاستهداف الكيانات الحكومية في الولايات المتحدة وأوروبا.   يُعتقد أن القراصنة وراء البرمجيات الخبيثة هم مجموعة Fancy Bear الروسية، التي يُعتقد أنها المسؤولة عن اختراق اللجنة الوطنية الديمقراطية في عام 2016 . يتواصل البرنامج الخبيث مع خادم التحكم والقيادة الخاص به عبر البريد الإلكتروني ويستخدم التشفير لتفادي الاكتشاف. 

## الروابط الخارجية
قالب:NASDAQ-100